# Srbijanska ženska košarkaška reprezentacija
Srbijanska ženska košarkaška reprezentacija predstavlja državu Srbiju u međunarodnoj ženskoj košarci.

## Nastupi na velikim natjecanjima

### Olimpijske igre
- 1976.:
- 1980.:
- 1984.:
- 1988.:
- 1992.:
- 1996.:
- 2000.:
- 2004.:
- 2008.:
- 2012.:
- 2016.:  bronca

### Svjetska prvenstva
- 1953.
- 1957.
- 1959.
- 1964.
- 1967.
- 1971.
- 1975.
- 1979.
- 1983.
- 1986.
- 1990.
- 1994.
- 1998.
- 2002.
- 2006.
- 2010.
- 2014.

### Europska prvenstva
- 1938.:
- 1950.:
- 1952.:
- 1954.:
- 1956.:
- 1958.:
- 1960.:
- 1962.:
- 1966.:
- 1968.:
- 1970.:
- 1972.:
- 1974.:
- 1976.:
- 1980.:
- 1981.:
- 1983.:
- 1985.:
- 1987.:
- 1989.:
- 1991.:
- 1993.:
- 1995.:
- 1997.:
- 1999.:
- 2001.:
- 2003.:
- 2005.:
- 2007.:
- 2009.:
- 2011.:
- 2013.:
- 2015.:

### Mediteranske igre
- 1951.:
- 1955.:
- 1959.:
- 1963.:
- 1967.:
- 1971.:
- 1975.:
- 1979.:
- 1983.:
- 1987.:
- 1991.:
- 1993.:
- 1997.:
- 2001.:
- 2005.:
- 2009.:
- 2013.:

### Univerzijade
- 1961.:
- 1965.:
- 1967.:
- 1970.:
- 1973.:
- 1977.:
- 1979.:
- 1981.:
- 1983.:
- 1985.:
- 1987.:
- 1991.:
- 1993.:
- 1995.:
- 1997.:
- 1999.:
- 2001.:
- 2003.:
- 2005.:
- 2007.:
- 2009.:
- 2011.:
- 2013.: